# Chropiatka kwiatowata

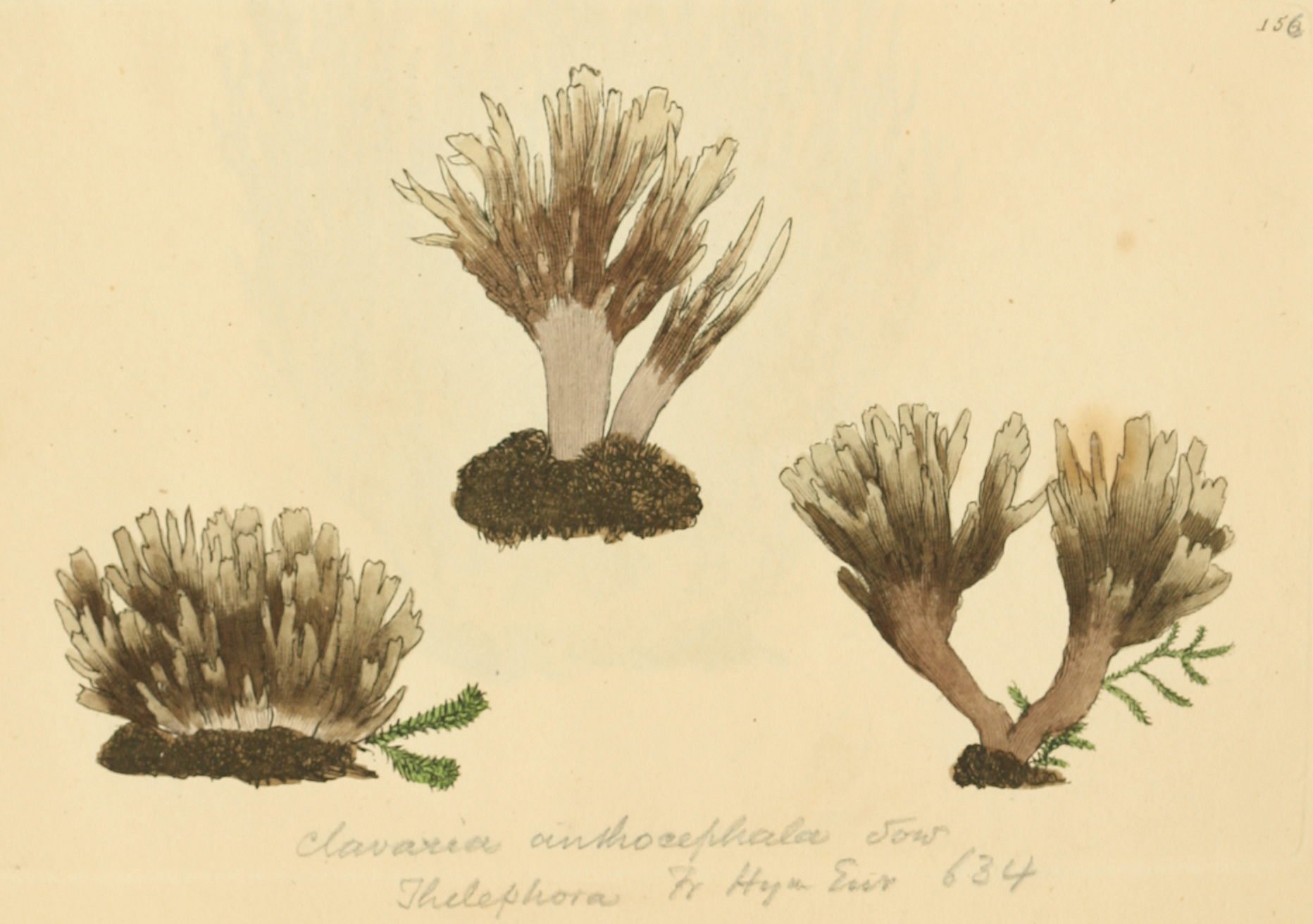
Morfologia

Chropiatka kwiatowata  (Thelephora anthocephala (Bull.) Fr.) – gatunek grzybów należący do rodziny chropiatkowatych (Thelephoraceae).

## Systematyka i nazewnictwo
Pozycja w klasyfikacji: Thelephora, Thelephoraceae, Thelephorales, Incertae sedis, Agaricomycetes, Agaricomycotina, Basidiomycota, Fungi (według Index Fungorum.
Po raz pierwszy gatunek ten opisał w 1786 r. Jean Baptiste François Bulliard jako Clavaria anthocephala, do rodzaju Thelephora przeniósł go E. M. Fries w 1838 r.
Niektóre synonimy nazwy naukowej:

- Clavaria anthocephala Bull. 1786
- Merisma anthocephalum (Bull.) Sw. 1811
- Merisma clavulare Fr. 1815
- Merisma foetidum var. anthocephala (Bull.) Pers. 1801
- Phylacteria anthocephala (Bull.) Pat. 1887
- Phylacteria clavularis (Fr.) Bigeard & H. Guill. 1913
- Phylacteria terrestris var. digitata Bourdot & Galzin 1924
- Thelephora americana (Peck) Sacc.1902
- Thelephora clavularis (Fr.) Fr.1838
- Thelephora palmata Pers.1822

Nazwę polską nadali Barbara Gumińska i Władysław Wojewoda w 1983 r., w 1933 r. Feliks Teodorowicz opisywał ten gatunek pod nazwą chropiatka bukietowata. 

## Morfologia
Owocniki
Krzaczkowaty, czasem przypominający wyglądem koronę kwiatu. Wysokość do 6 cm, kształt nieregularnie rozetkowaty. Owocniki występują gromadnie. U pojedynczego okazu z krótkiego trzonu wyrastają boczne, rozpłaszczone, głęboko wcinane i postrzępione gałązki. Owocniki są barwy białawej, jasnordzawobrązowej, z czasem ciemnieją. Brak wyraźnego zapachu. Powierzchnia gładka.  
Cechy mikroskopowe
Hymenium ciemnobrązowe lub szarofioletowe. Podstawki o rozmiarach 40–80 × 7–11 μm z długimi sterygmami o rozmiarach 2–4 × 5–7 μm. Cystyd brak. Strzępki o szerokości 2–6,4 μm, ze sprzążkami. Zarodniki nieregularnie brodawkowane, o rozmiarach 7–11 × 5–8,5 µm.

## Występowanie i siedlisko
Występuje tylko w Ameryce Północnej i Europie. W Polsce gatunek rzadki. Znajduje się na Czerwonej liście roślin i grzybów Polski. Ma status V – gatunek narażony na wyginięcie. Znajduje się na listach gatunków zagrożonych także w Niemczech, Danii, Holandii, Szwecji. 
Rośnie w lasach liściastych, na ziemi. Owocniki wytwarza od lipca do listopada.

## Znaczenie
Saprotrof rozwijający się na resztkach roślinnych. Grzyb niejadalny.